# オロドロメウス
オロドロメウスは、白亜紀後期のアメリカに生息した、鳥盤目鳥脚亜目のうちヒプシロフォドン類の小型植物食恐竜である。大きさは2.5m。オロドロメウスとは、「山のスプリンター」を意味する。

## オロドロメウスの生活
この恐竜は地面に穴を掘って棲んでいたという説が有力で、現生のウサギのような暮らしをしていた。

## 子育てについて
オロドロメウスも、マイアサウラと同じく子育てをしていたようである。19個の卵や子供、成体の化石も発掘されており、成長の様子も分かっている。孵化して間もない子供でも、自力で歩き、餌を採る事が出来たといわれている。